# Voseo
     Voseo generalizzato in forma orale e scritta
     Voseo orale generalizzato
     Voseo coesistente con il tuteo o voseo regionale in forma non colta
     Assenza di voseo

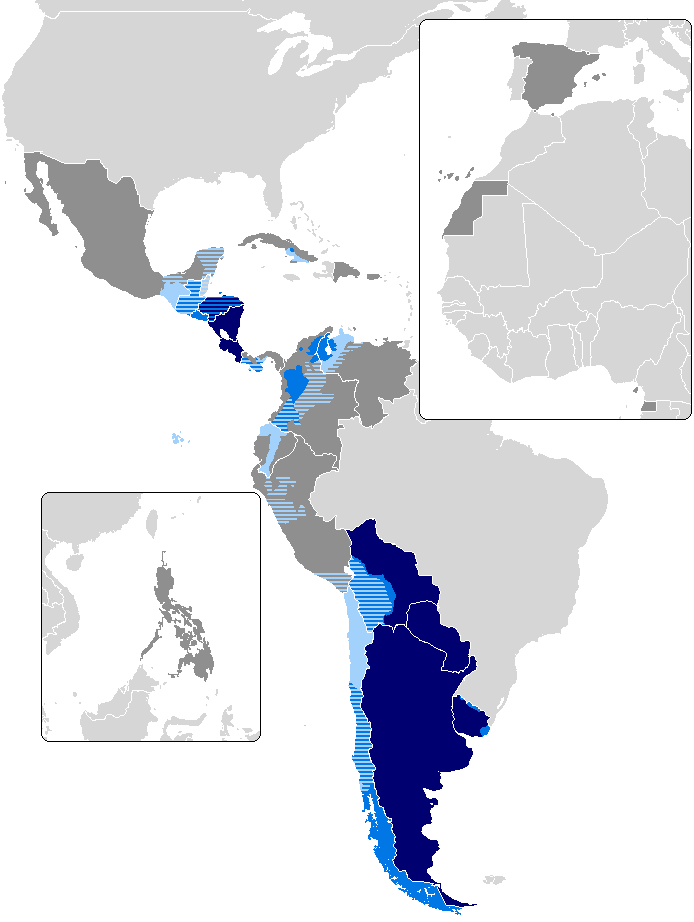
La distribuzione del voseo nel mondo di lingua ispanica
Voseo generalizzato in forma orale e scritta
Voseo orale generalizzato
Voseo coesistente con il tuteo o voseo regionale in forma non colta
Assenza di voseo

Il voseo è un fenomeno linguistico interno alla lingua spagnola nel quale si impiega il pronome "vos" unito a particolari coniugazioni verbali per dirigersi a un interlocutore anziché impiegare il "tú" in situazioni di familiarità.
Per estensione il termine voseo si può riferire anche al solo uso del pronome "vos" così come all'uso di diverse coniugazioni verbali unite al pronome "tú".
Si distinguono due tipi di voseo:
- Il voseo reverenziale,[1] che consiste nell'usare il pronome "vos" per dirigersi in maniera reverenziale alla seconda persona grammaticale – tanto singolare come plurale –, adoperando la coniugazione verbale della seconda persona plurale: vos me mirasteis (in italiano letteralmente "voi mi avete guardato", usato anche ad un interlocutore singolo come forma di cortesia).
- Il voseo dialettale americano,[1] costruito grammaticalmente in maniera simile, anche se la morfologia della sua coniugazione ha subito diverse evoluzioni attraverso il continente; si rivolge alla seconda persona singolare in un contesto informale.

Nelle forme colloquiali spagnole in America, salvo nella zona orientale di Cuba, il pronome "vos" non è correlato – come invece lo è il "vosotros" usato nello spagnolo peninsulare – al pronome oggetto della seconda persona plurale "os" e al possessivo "vuestro"; il primo è rimpiazzato dai termini "a vos" o "te", mentre il secondo è sostituito da "tu" o "tuyo" (quest'ultimo declinato secondo le regole grammaticali spagnole).
Nelle zone dove il "vos" è di uso volgare è inoltre frequente l'intercambio delle forme pronominali e verbali del tuteo e del voseo, come ad esempio nelle espressioni "tú querés" (al posto di tú quieres, usando la coniugazione propria del voseo con il pronome "tú") o "vos tienes" (al posto di vos tenés, unendo in tal modo la coniugazione propria del tuteo con il pronome "vos").
L'origine del voseo risale alla voce latina "vos", che generalmente era la voce plurale della seconda persona grammaticale, ad eccezione dell'uso che ne facevano i sudditi con un sovrano o gli schiavi con il loro padrone, che la impiegavano per indicare la propria sottomissione; questa particolarità si è mantenuta nel castigliano antico.
Lo studio sistematico del fenomeno del voseo in America è iniziato nel 1921 con l'opera Observaciones sobre el español en América, scritta dal filologo dominicano Pedro Henríquez Ureña, la prima nella quale si studiano e si espongono le caratteristiche dialettali della lingua spagnola nelle Americhe. Henríquez Ureña rivela la presenza del voseo nel Río de la Plata, nel sudest del Messico, nel sudovest degli Stati Uniti, in America Centrale (con l'eccezione di Panama) e in alcune zone della Colombia; il suo studio trasforma in una generalizzazione infondata la convinzione spagnola che tutta l'America ispanofona usasse il pronome "vos" unito alle forme verbali corrispondenti.

## Storia
Mentre nel latino classico esisteva il solo pronome "tu" per indicare la seconda persona singolare, a partire dal IV secolo si iniziò a rivolgersi all'imperatore con il pronome plurale "vos"; sull'origine di tale uso sono state fatte alcune ipotesi:
- La presenza di due imperatori a seguito della riforma di Diocleziano può aver introdotto l'abitudine di riferirsi ad essi al plurale, testimoniando la propria obbedienza ad entrambi.
- L'uso del termine plurale "nos" da parte dell'imperatore per sottolineare negli atti pubblici il fatto che nella sua figura si condensava la pluralità degli individui dell'Impero romano può aver portato implicitamente all'uso reciproco del plurale "vos" nei suoi confronti.

Il pronome plurale fu presto esteso anche ad altre figure di potere diverse dall'imperatore; è testimoniato, ad esempio, che i subordinati del papa Gregorio Magno si rivolgessero a lui con la forma plurale reverenziale.
Tale uso della seconda persona plurale è passato dal latino alle lingue romanze, nelle quali ha cominciato ad assumere una connotazione di solennità; il suo impiego si è così diffuso in principal modo nei confronti delle persone alle quali si riconosceva maggior rango. L'uso di entrambi i pronomi nello spagnolo medievale è testimoniato dal Cantar del mio Cid, nel quale il "vos" è usato come forma rispettosa nei dialoghi tra nobili e tra coniugi, mentre con il "tú" ci si rivolge a persone considerate inferiori nella scala sociale.
Con il passare dei secoli, la preoccupazione da parte dei ceti sociali spagnoli più elevati di tenere una forma di distacco nei confronti di chi occupava un livello inferiore fece loro adottare il "vos", che perse in tal modo gradualmente il suo carattere reverenziale. Nel Don Quijote è testimoniata la totale perdita di solennità dell'uso del "vos"; in alcuni dialoghi è accusato di arroganza chi ne fa impiego.
Nei secoli XVI e XVII il pronome plurale era usato in ambito rurale anche nei confronti dei domestici e delle persone di umile rango; in tale contesto i conquistadores del Nuovo Mondo usarono il "vos" nei confronti dei nativi americani, considerati individui inferiori. L'introduzione della formula di cortesia vuestra merced (in italiano "vostra grazia"), divenuta in seguito usted, coniugata alla terza persona fece cadere in disuso nella penisola spagnola l'utilizzo allocutorio della seconda persona plurale. Tale evoluzione fu prontamente accolta nelle zone coloniali con maggiori contatti con la metropoli, come il Messico e il Perù, mentre le regioni più periferiche delle colonie americane continuarono ad usare il "vos" anche nei contesti più informali.
La grande diffusione del voseo in America è probabilmente all'origine anche dell'assenza in quasi tutto il continente del pronome "vosotros" ad indicare la seconda persona plurale, sostituito da "ustedes" coniugato alla terza persona plurale.

## Forme divoseo

### Voseoreverenziale
Nel voseo reverenziale si utilizzava il pronome "vos" come soggetto ("vos miráis", forma allocutoria di tú miras traducibile in italiano "lei guarda", letteralmente "voi guardate") tramutandosi il pronome in "os" nei casi in cui svolge la funzione grammaticale di complemento ("os miro", in italiano "la guardo"/"vi guardo"). Quando il pronome è accompagnato da una preposizione però resta "vos" ("a vos oigo", "con vos caminaré"). Il possessivo era limitato al plurale anche davanti ad un solo interlocutore. Le fome verbali si coniugavano sempre alla seconda persona plurale.
L'uso del voseo reverenziale è oggi molto raro, ad eccezione della città di Huánuco, in Perù; in genere si limita a testi che intendono rievocare forme colloquiali di altri tempi o riferirsi a gradi o titoli in atti solenni.
| Tipo (nomi alternativi) | −ar   | −er  | −ir |
| --- | ----- | ---- | --- |
| Voseo di tipo 1 (Voseo classico) | −áis  | −éis | −ís |
| Voseo di tipo 2 | −áis* | −ís  | −ís |
| Voseo di tipo 3 (Voseo argentino) | −ás   | −és  | −ís |
| Voseo di tipo 4 | −ás   | −és  | −és |
| TIPO 1 Voseo ortodosso, corrisponde al voseo reverenziale antico. È presente in Venezuela (Zulia), Colombia (La Guajira e Cesar, confinanti con lo stato venezuelano di Zulia), nel nordest della Bolivia, nel centro di Panamá (Penisola di Azuero), e in una piccola porzione orientale di Cuba. TIPO 2 È presente nelle montagne dell'Ecuador, nella zona meridionale del Perú, in Cile, nel nordovest dell'Argentina e nel sudovest della Bolivia. TIPO 3 È presente nel sudest del Messico, in America Centrale (esclusa Panamá), sulla costa pacifica e nella zona andina della Colombia, nella zona andina del Venezuela, sulla costa dell'Ecuador, nella zona orientale della Bolivia, in Paraguay, in Argentina (ad eccezione della sua parte nord-occidentale) e in Uruguay. È accettato come regola colta in Argentina, Paraguay e Uruguay. TIPO 4 È presente in Argentina (nella zona di Santiago del Estero). * In Cile non si pronuncia mai né si scrive la "s" nelle forme terminanti in -áis. |       |      |     |

### Voseodialettale americano
| Desinenza     | Spagnolo peninsulare plurale | Voseo di tipo I singolare | Voseo di tipo III singolare | Voseo di tipo II singolare | Standard singolare | Traduzione   |
| ------------- | ---------------------------- | ------------------------- | --------------------------- | -------------------------- | ------------------ | ------------ |
| -ar           | vosotros cantáis             | vos cantáis               | vos cantás                  | tú cantái                  | tú cantas          | tu canti     |
| -er           | vosotros corréis             | vos corréis               | vos corrés                  | tú corrís                  | tú corres          | tu corri     |
| -ir           | vosotros partís              | vos partís                | vos partís                  | tú partís                  | tú partes          | tu parti     |
| -ar (apofona) | vosotros colgáis             | vos colgáis               | vos colgás                  | tú colgái                  | tú cuelgas         | tu appendi   |
| -er (apofona) | vosotros perdéis             | vos perdéis               | vos perdés                  | tú perdís                  | tú pierdes         | tu perdi     |
| -ir (apofona) | vosotros decís               | vos decís                 | vos decís                   | tú decís                   | tú dices           | tu dici      |
| (imperativo)  | ¡Vosotros, mirad!            | ¡Vos, mirad!              | ¡Vos, mirá!                 | ¡Tú, mira!                 | ¡Tú, mira!         | (tu) guarda! |

Negli altri modi, la differenza è simile a quella dell'indicativo.

L'imperativo è simile a quello della seconda persona plurale, ma perde le -d finale (hablad → hablá).

Per il congiuntivo esistono variazioni di tipo sociale. Nello spagnolo del Río de la Plata, la forma considerata standard e impiegata dai ceti medi e alti della società è identica a quella usata per il tú nello spagnolo peninsulare; in alcuni casi, e principalmente negli strati sociali più bassi e meno istruiti, l'accento si sposta sull'ultima sillaba per assimilazione alla forma dell'indicativo (comas → comás, digas → digás), perdendo anche l'alternanza vocalica (pierdas -> perdás). In qualche caso, la forma risultante non è identica a quella dell'indicativo del verbo (duermas -> durmás, e non dormás).

Nei dialetti che hanno adottato il voseo al di fuori del Río de la Plata, la coniugazione del congiuntivo con il "vos" e forme verbali diverse (durmás, perdás, empecés, etc.) appartiene all'uso normale e non ha niente a che vedere con il ceto sociale o il livello di istruzione.
Il voseo dialettale americano, o semplicemente voseo, ha un uso diverso da quello antico: non ha carattere di reverenza ma denota familiarità con l'interlocutore nelle regioni in cui è praticato. Esistono due tipi di voseo che possono essere presenti simultaneamente o in maniera indipendente l'uno dall'altro a seconda della regione: il voseo pronominale e il voseo verbale.
| Desinenza | Tipo 1   | Tipo 2  | Tipo 3  | Tipo 4   |
| --- | -------- | ------- | ------- | -------- |
| -ar | cantéis  | cantís  | cantés  | cantes   |
| -er | corráis  | corrái  | corrás  | corras   |
| -ir | partáis  | partái  | partás  | partas   |
| -ar (apofona) | colguéis | colguís | colgués | cuelgues |
| -er (apofona) | perdáis  | perdái  | perdás  | pierdas  |
| -ir (apofona) | durmáis  | durmái  | durmás  | duermas  |
| Tipo 1: vosotros peninsulare e vos di Maracaibo. Tipo 2: tú (raramente vos) spagnolo del Cile. Tipo 3: vos generale (escluso il Río de la Plata). Tipo 4: vos spagnolo rioplatense e tú standard. |          |         |         |          |

#### Voseopronominale
Il voseo pronominale è l'uso del pronome "vos" come soggetto ("vos comés" al posto di tu comes, in italiano "tu mangi"), vocativo ("¡Vos, ayudame!", in italiano "Aiutami!"), come complemento con preposizione ("Te vi a vos", "ti ho visto") e come termine comparativo ("Es tan alto como vos", "è alto come te"). Nel caso di complementi senza preposizione e di pronomi atoni si usano "te" e "tu" ("Te está mirando a vos", "¿Vos viste como quedó tu auto?"; in italiano "sta guardando te" e "hai visto come è conciata la tua auto?"), e nel caso del possessivo si utilizza "tuyo" ("Vos dijiste que era tuyo", "Hai detto che era tuo").

#### Voseoverbale
Si chiama voseo verbale l'utilizzo delle desinenze verbali della seconda persona plurale per riferirsi alla seconda persona singolare. Esistono diverse desinenze verbali a seconda di ragioni geografiche e culturali.

#### Altre varianti
L'utilizzo del "vos" al posto del "tú" è uno dei fenomeni più caratteristici dello spagnolo rioplatense. In questo dialetto, in quello paraguaiano e nei paesi dell'America Centrale (Costa Rica, El Salvador, Guatemala, Honduras e Nicaragua) la coniugazione del voseo differisce normalmente da quella tuteante solo nel presente del modo indicativo, nell'imperativo, nel presente del congiuntivo e, in alcuni casi, nel pretérito (passato) dell'indicativo: "tú cantas/vos cantás", "canta tú/cantá vos", "tú eres/vos sos", "tú mueves/vos movés", "que tú cantes/que vos cantés", "tú cantaste/vos cantaste".
Nella forma colloquiale rioplatense il voseo verbale si estende anche nel pretérito indefinido e nel presente del congiuntivo ("quiero que vos cantés", "dijistes que era tarde"), ma non sono ben viste nel registro colto, dove si preferiscono le forme del tuteo: "que vos cantes", "dijiste que era tarde".
Nel sudest del Messico (Chiapas, Tabasco) e nella Colombia centrale ed occidentale si è soliti usare il voseo verbale per il presente dell'indicativo, dell'imperativo e del congiuntivo.
In generale, il voseo in Argentina, Paraguay, Uruguay, America Centrale, Bolivia orientale e nella zona di Maracaibo elimina la "i" della coniugazione verbale della seconda persona plurale originale. Al contrario, il voseo in Cile trasforma il dittongo -éis in -ís e aspira la "s" finale, mentre quello di Zulia rimane fedele alla sua forma originale.
In Argentina, Uruguay e Paraguay il voseo è accettato universalmente da tutte le classi sociali, così come nella forma scritta. La Real Academia Española include nel suo dizionario online esclusivamente le coniugazioni di voseo considerate prestigiose in questi tre Paesi. Queste coniugazioni sono quelle usate nelle città di Buenos Aires, Asunción e Montevideo da tutti i ceti sociali.

## Distribuzione geografica
In America, il voseo si è radicato in gran parte del territorio con alterne vicende. È entrato nella forma colta nel Río de la Plata, ma è rimasto forma rurale e non regolamentata in moltissime zone. In altre, come il Venezuela, è divenuto un fenomeno regionale che ha assunto i tratti peculiari di un'identità comune. In America Centrale il voseo di tipo rioplatense è accettato solo in un contesto familiare. Il tuteo è la forma di prestigio, viene usato in un contesto formale, nell'espressione scritta e predomina nei mezzi di comunicazione. Solo nella lingua parlata di Nicaragua e Costa Rica l'uso del "tú" è praticamente inesistente.
Attualmente il voseo è distribuito in diverse parti del mondo di lingua ispanica, ma predomina in America Centrale, con l'esclusione di Panama, dove è relegato in zone circoscritte, e nel Cono Sud, in Argentina, Uruguay e Paraguay. Il tuteo e il voseo si alternano nel centro del Cile, nella parte orientale della Bolivia (dipartimenti di Tarija, Santa Cruz de la Sierra, Beni e Pando), nella zona andina dell'Ecuador, nell'ovest e nel nord-est della Colombia (dipartimenti di Nariño, Cauca, Valle del Cauca, Quindío, Risaralda, Caldas, Antioquia, Chocó (Ocaña) e La Guajira, nell'ovest del Venezuela (stati di Zulia, Lara e Falcón), nel centro di Panama e nel sud del Messico (stati di Chiapas e Tabasco). In Spagna, Guinea Equatoriale, Repubblica Dominicana e Porto Rico, l'uso del "vos" è completamente sparito dalla forma parlata. In Cuba e Perù il voseo è ormai in via di sparizione, rimane radicato solo in una piccola parte della zona orientale di Cuba e nei pressi delle frontiere del Perù, sia a nord che a sud del Paese.

## Fattori di espansione e restrizione delvoseo
Tra la fine del XIX e l'inizio del XX secolo fu molto forte la condanna di diversi accademici nei confronti del voseo; tra di essi si distinsero Andrés Bello, che intraprese una campagna per la sua eliminazione, Rufino José Cuervo, che lo definì "un'insopportabile volgarità", e Arturo Capdevila, che la considerava una macchia del linguaggio argentino.
Il voseo in Cile era ampiamente utilizzato fino a quando Andrés Bello, rettore dell'Università del Cile, condannò il suo impiego e intraprese una campagna normativa a favore del tuteo; da allora il sistema educativo del Paese lo ha ignorato, lavorando per la sua definitiva estinzione. A parere di Bello non c'era ragione per accettare tale fenomeno linguistico, dal momento che la pluralità metaforica della seconda persona poteva essere considerato un anacronismo sconosciuto nell'antichità; nei dialoghi in lingua spagnola avrebbero dovuto essere usati esclusivamente "usted" e "tú". Nonostante ciò, il voseo ha continuato ad essere usato negli ambienti rurali e nei colloqui informali; la forma pronominale è considerata più volgare di quella solamente verbale, che si è estesa in tutti gli strati sociali.
Anche in Uruguay c'è stata in passato una restrizione del voseo, con il passaggio al tuteo pronominale, ma l'eradicazione del fenomeno verbale non è stata compiuta. A partire dagli anni cinquanta del XX secolo si è però assistito ad una nuova espansione del voseo, principalmente a causa dell'influenza dell'Argentina, specialmente nei mezzi di comunicazione. Si è quindi tornati ad un voseo anche pronominale quasi identico a quello del Paese vicino.
In Paraguay la lingua guaraní è stata storicamente la più parlata nel Paese, mentre l'uso dello spagnolo si limitava ad Asunción e alle classi privilegiate nel resto del territorio nazionale. L'istruzione pubblica ha diffuso il castigliano così come il voseo; spesso l'adozione del tuteo o del voseo è dipeso dalla preferenza che accordavano all'una o all'altra forma gli insegnanti delle scuole. L'influenza argentina nella letteratura, nel cinema e nella musica, così come nella radio e nella televisione, sono stati determinanti nell'espansione del voseo nella nazione; il tuteo è rimasto confinato a zone come quella di Concepción.

## Variabili sociolinguistiche e dialetti spagnoli
I dialetti rioplatense, costaricano e paraguaiano sono gli unici che adottano il voseo come forma linguistica colta. In pratica, Argentina, Uruguay e Paraguay, insieme con la Costa Rica, sono le uniche zone di lingua spagnola ad avere escluso il "tú" dal paradigma. In Costa Rica però, come in altre zone del Sudamerica, il voseo convive con l'ustedeo, vale a dire l'uso del pronome "usted" nelle forme di confidenza; per esempio, nelle scuole costaricane gli alunni usano tra loro tale forma linguistica.